# Puccinia vittadiniae
Puccinia vittadiniae är en svampart som beskrevs av McAlpine 1906. Puccinia vittadiniae ingår i släktet Puccinia och familjen Pucciniaceae.   Inga underarter finns listade i Catalogue of Life.